# Giorgio Destro
Giorgio Destro, né le 14 janvier 1945 à Padoue en Vénétie, est un coureur cycliste italien, professionnel de 1966 à 1969.

## Palmarès
- 1965
  - 3e de Bassano-Monte Grappa
- 1966
  - 5e de la Coppa Bernocchi
  - 10e du Milan-Vignola
- 1967
  - 6e de la Coppa Placci
  - 10e du Grand Prix Campagnolo
- 1968
  - 4e du Grand Prix Cemab
  - 5e du Milan-Vignola
  - 7e du Tour des Quatre Cantons
- 1969
  - 6e du Tour de Romagne 
  - 8e du Tour des Marches
  - 8e de la Coppa Bernocchi

## Résultats sur les grands tours

### Tour d'Italie
4 participations
- 1966 : 50e
- 1967 : abandon
- 1968 : 83e
- 1969 : 68e